# Dvarapala

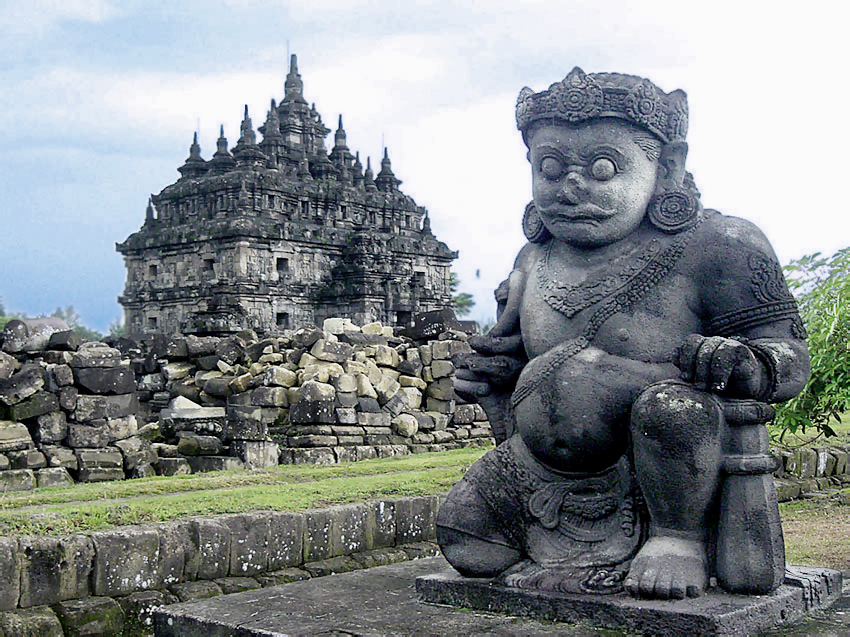
Una delle due coppie di dvarapala, tempio buddista di Plaosan del IX secolo, Giava, Indonesia.

Un Dvarapala o Dvarapalaka (sanscrito, "guardia della porta") è un guardiano della porta o del cancello spesso raffigurato come un guerriero o un temibile gigante, solitamente armato con una gada (mazza). La statua di dvarapala è un elemento architettonico diffuso in tutte le culture indù, buddista e giainista, nonché in aree influenzate da esse come Giava.

## Nomi
Nella maggior parte delle lingue del sud-est asiatico (tra cui tailandese, birmano, vietnamita, khmer e giavanese), queste figure protettive sono chiamate dvarapala.  In sanscrito dvāra significa "cancello" o "porta", e pāla significa "guardia" o "protettore".
Il nome correlato in indonesiano e malese è dwarapala. Guardiani delle porte equivalenti nelle lingue dell'Asia settentrionale sono Kongōrikishi o Niō in giapponese, Heng Ha Er Jiang in cinese e Narayeongeumgang in coreano.

## Origine e forme
I Dvarapala come caratteristica architettonica hanno la loro origine in divinità tutelari, come Yaksha e figure guerriere, come Acala, della religione popolare locale. Oggi alcuni dvarapala sono persino figure di poliziotti o soldati di guardia.
Queste statue erano tradizionalmente collocate all'esterno dei templi buddisti o indù, così come altre strutture come i palazzi reali, per proteggere i luoghi santi all'interno. Un dvarapala è solitamente raffigurato come un temibile guardiano armato che sembra un demone, ma alle porte dei templi buddisti dello Sri Lanka, i dvarapala spesso mostrano caratteristiche umane nella media. In altri casi una figura del serpente Nāga, dall'aspetto feroce, può svolgere la stessa funzione.
Le sculture di Giava e Bali, solitamente scolpite in andesite, ritraggono i dvarapala come temibili giganti con un fisico piuttosto massiccio in posizione semi inginocchiata e con in mano una mazza. La più grande statua di pietra dvarapala di Giava, un dvarapala del periodo Singhasari, è alta 3,7 metri. I dvarapala tradizionali della Cambogia e della Thailandia, d'altra parte, sono più snelli e raffigurati in posizione eretta con la mazza rivolta verso il basso al centro.
L'antica scultura di dvarapala in Thailandia è realizzata con un'argillan in gres ad alta cottura ricoperta da una pallida glassa celadon quasi lattiginosa. Sculture in ceramica di questo tipo furono prodotte in Thailandia, durante i regni di Ayutthaya a Sukhothai, tra il XIV e il XVI secolo, in diversi complessi di fornaci situate nel nord della Thailandia.
A seconda delle dimensioni e della ricchezza del tempio, i guardiani potevano essere collocati singolarmente, in coppia o in gruppi più numerosi. Le strutture più piccole potrebbero aver avuto un solo dvarapala. Spesso c'era una coppia posta su entrambi i lati della soglia del santuario. Alcuni siti più grandi potrebbero aver avuto quattro ( lokapāla, guardiani dei quattro punti cardinali), otto o 12. In alcuni casi è rappresentato solo il volto feroce o la testa del guardiano, figura molto comune nei kraton di Giava.